# Georg Werner August Dietrich von Münster

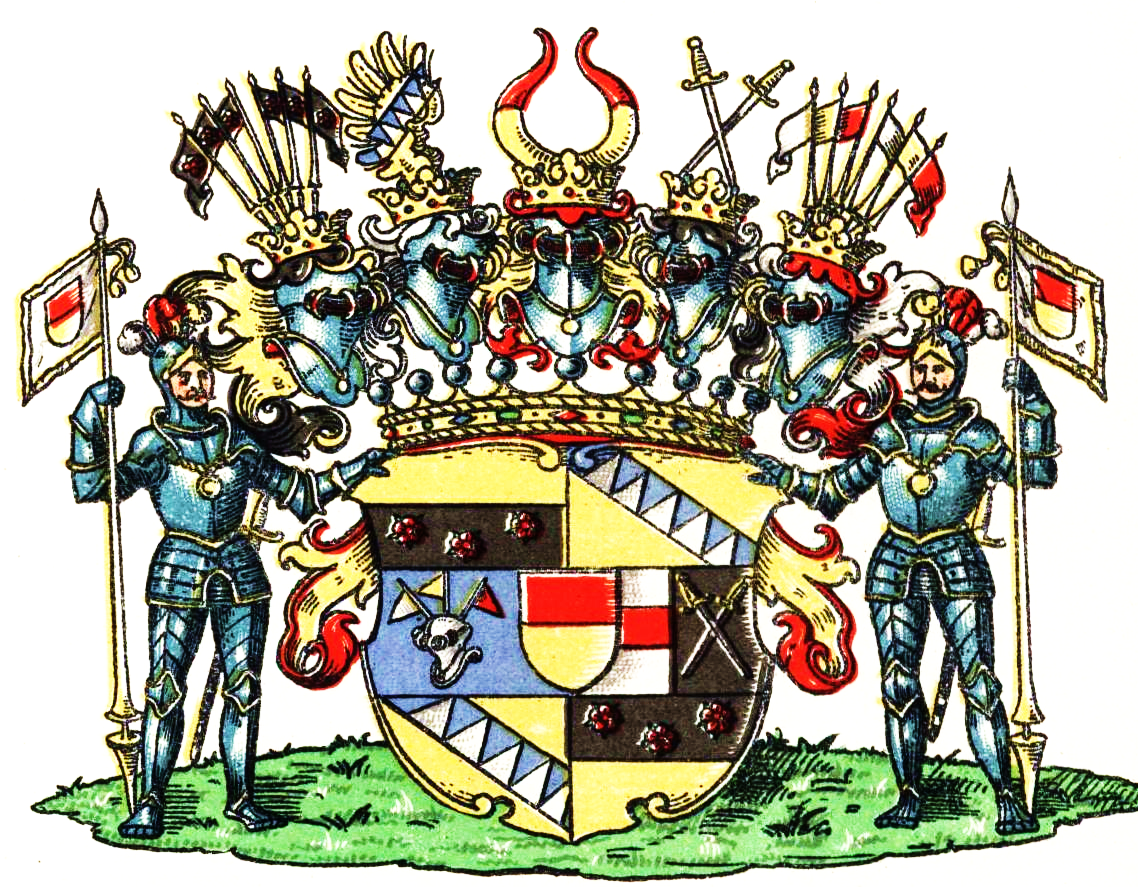
Wappen der Grafen zu Münster-Meinhövel, Freiherren von Oer und Schade, Erbmarschalle der Fürstabtei Herford

Georg Werner August Dietrich von Münster (* 12. Juni 1751 in Osnabrück; † 19. Februar 1801 in Wien) war Reichsgraf von Meinhövel, Freiherr von Oer und Schade sowie regierender Standesherr zu Königsbrück in der Oberlausitz, Herr der Herrschaft Rozdialowitz, Schönwalde und Peterwalde in Böhmen zudem auf Steinwalde und Tauentzien (Familienfideikommiss Schade) in Pommern, außerdem Erbmarschall des Hochstifts Herford (Herworden).

## Leben
Georg Werners Eltern waren der Graf Georg Hermann Heinrich von Münster-Meinhövel (* 22. August 1721; † 12. Dezember 1773) und seiner ersten Ehefrau Wilhelmine Dorothea von Hammerstein-Gesmoldt (* 31. Januar 1730; † 12. Februar 1758). Der Hannoveraner Diplomat Ernst Friedrich Herbert zu Münster war sein Halbbruder.
Georg Werner wurde königlich dänischer und fürstlich osnabrückischer wirklicher Geheimer Rat, zudem war er bis 1780 kurkölnischer wirklicher Geheimer Rat und Kammerherr. Er war Ritter des pfälzischen Löwenordens und der protestantischen Ballei Utrecht des Deutschen Ordens. Ab 1783 war er auch Ritter des Johanniterordens und designierter Komtur von Wietersheim. 1793 erwarb er die Saline Oldesloe von Friedrich Otto von Dernath im Tausch gegen die erst 1793 erworbenen Güter Åkær und Dybvad in Jütland. 1797 verkaufte er die Saline an den dänischen Staat. Er erhielt 1796 den königlich preußischen Roten Adlerorden. Im Jahr 1798 ging er als königlich preußischer Gesandter im Königreich Neapel. Aber schon 1800 fiel er beim preußischen Hof in Ungnade, verlor seine Orden und starb 1801 in Wien.
Er war für seine freimütige Denkart bekannt und berühmt. So kam es 1784 zu einem Eklat. Er hatte einen kritischen Aufsatz in Schlözers Staatsanzeiger über das münsterländische Militär veröffentlicht. Dieser brachte ihn in Konflikt mit Philipp II. von Schaumburg-Lippe.  Die Sache ging vor das Reichsgericht, wo 1788 zu Gunsten von Münster-Meinhövel entschieden wurde. Er wurde in der Presse als Märtyrer der Publizität gefeiert. Von ihm wurden veröffentlicht:
Seine Antrittsrede in der Herrschaft Königsbrück, Lausitzer Monatszeitschrift Jahrgang 1796, S. 31–34 und seine Korrespondenz mit dem König von Preußen und dem Prinzen Ferdinand, veröffentlicht in Beckers Nationalzeitung Jahrgang 1800, S. 811ff.

## Familie
Er war dreimal verheiratet. Seine erste Frau wurde am 4. Oktober 1775 die Gräfin Luise von Gronsfeld-Diepenbrock (* 16. Dezember 1755; † 2. März 1803) Tochter des Grafen Bertram Philipp Siegesmund von Gronsfeld-Diepenbrock. Die Ehe wurde geschieden, aber das Paar hatte folgende Tochter:
- Maximiliane Frederieke Karoline Eleonore Amoene Julie (* 28. September 1776; † 1839) ⚭ 29. September 1795 Wilhelm von Dörnberg (1768–1850)

Seine zweite Ehefrau war die Erbtochter Luise Frederike Wilhelmine von der Schulenburg-Altenhausen (* 2. Dezember 1764; † 25. April 1786), Tochter des Grafen Alexander von Schulenburg-Altenhausen, die er am 28. September 1780 heiratete. Das Paar hatte folgenden Sohn:
- Gustav Max Ludwig Unico (* 16. August 1782 in Osnabrück; † 6. November 1839), preußischer Generalmajor ⚭ Henriette Karoline Julie von der Marwitz (* 25. Januar 1789 in Friedersdorf; † 10. Oktober 1872 in Berlin) – Eltern des späteren preußischen Generals der Kavallerie Hugo Eberhard zu Münster-Meinhövel

Seine dritte Frau wurde am 23. November 1787 Amalie Johanne Isabella Charlotte von Ompteda (* 31. Oktober 1767; † Juli 1813) Tochter von Conrad Engelbrecht von Ompteda († 1768) und der Catharina Charlotte von der Horst (1734–1811). Sie war Dichterin und veröffentlichte 1796 den Gedichtband Amaliens poetische Versuche. Die Gräfin stand auch mit anderen Größen der Zeit in Kontakt, so mit dem Dichter Christoph Martin Wieland. Das Paar hatte folgende Tochter:
- Asta Thusnelde (* 3. Oktober 1788; † 12. Februar 1842), Stiftsdame in Preetz, Malerin ⚭ Carl Emil von Moltke (* 7. Januar 1773; † März 1858)[6]